# Google File System

Google File System

Google File System (GFS або GoogleFS) — розподілена файлова система, що була створена компанією Google в 2000 році для своїх внутрішніх потреб. Реалізація, що використовується, є комерційною таємницею компанії Google, однак загальні принципи побудови системи були опубліковані в 2003 році. GFS несумісна з POSIX, тісно інтегрована з MapReduce. Оновлена GFS другої версії (2009 рік) має кодову назву Colossus.
GFS — кластерна система, оптимізована для центрального сховища даних Google і потреб пошукового механізму, що володіє підвищеним захистом від збоїв. Система призначена для взаємодії між обчислювальними системами, а не між користувачем та обчислювальною системою.
Уся інформація копіюється і зберігається в трьох (або більше) місцях одночасно, при цьому система здатна дуже швидко знаходити репліковані копії, якщо якась машина вийшла з ладу. Завдання автоматичного відновлення після збою вирішуються за допомогою програм, створених за моделлю MapReduce.